# 萨尔姆
萨尔姆是德国莱茵兰-普法尔茨州的一个市镇。总面积9.09平方公里，总人口332人，其中男性178人，女性154人（2011年12月31日），人口密度37人/平方公里。